# اکسل دومون
اکسل دومون (فرانسوی: Axel Domont‎؛ زادهٔ ۷ اوت ۱۹۹۰) دوچرخه‌سوار اهل فرانسه است.
از باشگاه‌هایی که در آن رکاب زده‌است می‌توان به آژ۲آر لا موندیال، اشاره کرد.